# گامپو-وپ
گامپو-وپ (به لاتین: Gampo-eup) یک منطقهٔ مسکونی در کره جنوبی است.